# Filosofische onderzoekingen
Het werk Filosofische onderzoekingen (Duits: Philosophische Untersuchungen) is een boek dat samen met de Tractatus Logico-Philosophicus de belangrijkste werken zijn van de Oostenrijks-Engelse invloedrijke filosoof Ludwig Wittgenstein. De filosofische onderzoekingen van Wittgenstein vonden voornamelijk hun oorsprong tijdens gesprekken en colleges en behandelen onderwerpen en problemen rond taalfilosofie, semantiek, logica, filosofie van de wiskunde en de filosofie van de geest. Zijn taalgebruik behoort tot wat Wittgenstein noemde 'het genezen van ziekten', wat erop neerkomt dat wij als mensen bepaalde verwarringen, die ontstaan doordat we de werking van taal niet overzien, dienen op te helderen. Het werk is postuum uitgegeven in 1953 en is vertaald door G.E.M. Anscombe. Dit werk is naast zijn beroemde werk getiteld Tractatus Logico-Philosophicus het enige werk dat van hem is verschenen en bestaat uit twee delen. In Filosofische Onderzoekingen breekt Wittgenstein deels met zijn eerste, bekendste en voor de eenentwintigste eeuw zeer relevante Tractatus.
Wittgenstein beweert in dit werk dat vele problemen kunnen herleid worden tot problemen van de taal, die voortkomen uit verkeerde opvattingen van de natuur ervan. Hij verwerpt ook het idee dat de taal een soort van essentie zou bezitten, want dat doet volgens Wittgenstein onrecht aan de grote variëteit van dingen die we doen met de taal. Wittgenstein begint zijn boek met een citaat van Augustinus, die hij de volgende opvatting rond taal toeschrijft:
Die Wörter der Sprache benennen Gegenstände - Sätze sind Verbindungen von solchen Benennungen. - In diesem Bild von der Sprache finden wir die Wurzeln der Idee: Jedes Wort hat eine Bedeutung. Diese Bedeutung ist dem Wort zugeordnet. Sie ist der Gegenstand, für welchen das Wort steht.
De rest van het boek bestaat eruit de grenzen van deze opvatting te beschrijven, inclusief, zo stelt Wittgenstein, de traditionele filosofische problemen en verwarringen die hieruit voortkomen. Dit boek geldt, voornamelijk in de Angelsaksische traditie, als een van de belangrijkste werken van de twintigste eeuw, en heeft op vele latere filosofen invloed gehad, en in het bijzonder op hen die verder de geest en de taal bestuderen.